# Mohamed Sadek
Mohamed Sadek là một cầu thủ bóng đá thi đấu cho Ismaily SC ở Giải bóng đá ngoại hạng Ai Cập ở vị trí tiền vệ chạy cánh. Anh ghi bàn đầu tiên cho Ismaily ngày 27 tháng 12 năm 2017.

## Sự nghiệp ban đầu
Mohamed Sadek khởi đầu sự nghiệp trẻ và chuyên nghiệp cùng với El Qanah FC. Sadek là cầu thủ quan trọng của El Qanah khi anh là người có nhiều kĩ năng nhất tại thời điểm đó.

## Chuyển đến Ismaily SC
Ngày 6 tháng 7 năm 2017. Mohamed Sadek chuyển đến Ismaily SC với bản hợp đồng 5 năm, và El Qanah nhận mức phí chuyển nhượng E£2 triệu (khoảng US$112.000). Anh ghi bàn đầu tiên cho Ismaily trong trận đấu trước Raja CA on 27 tháng 12 năm 2017, với chiến thắng 5–0 dành cho Ismaily SC.

## Đội tuyển quốc gia
Vào ngày 29 tháng 8 năm 2018. Mohamed Sadek đã được gọi vào đội tuyển bóng đá quốc gia Ai Cập của Javier Aguirre để chơi trận đầu tiên với Tunisia và ghi bàn thắng đầu tiên để kết thúc trận đấu với tỷ số 1-0.

## Vinh danh

### Ai Cập
- Giải vô địch các quốc gia châu Phi U-23: 2019